# Jules Van Paemel
Jules-César Van Paemel (Blankenberge, 23 februari 1896 – 3 januari 1968) was een Belgisch architect en grafisch kunstenaar die vooral bekend is als etser.

## Leven
Jules Van Paemel was de jongste van tien kinderen. Hij liep de lagere school in zijn geboortestad en volgens zijn medeleerlingen stonden de randen van zijn schoolboeken toen al vol met tekeningen. Na de Middelbare School volgde hij de cursussen architectuur en tekenen aan de Koninklijke Academie voor Schone Kunsten van Gent. Daar kreeg hij les van George Minne. Hij leerde de techniek van het etsen zonder deze te beoefenen. 
In 1914 verliet hij Blankenberge en nam als 18-jarige vrijwillig dienst in het Belgisch leger. Hij diende zijn land gedurende vier jaar waarna hij in 1919, op aandringen van Grégoire Le Roy -schrijver en conservator van het Wiertzmuseum te Brussel- zijn studies in de architectuur hervatte aan de Koninklijke Academie voor Schone Kunsten van Brussel.
In 1922 trouwde hij met de oudste dochter van Gégoire Le Roy. Hij beoefende van 1927 tot 1935 het beroep van architect te Brussel en te Blankenberge. 
In 1928 begon dan een lange en vruchtbare carrière als etser. Zijn oeuvre omvat 285 nummers, meestal etsen en voor een groot deel landschappen. Zijn enorme verbeelding inspireerde hem tot talrijke composities die krioelen van fantastische dieren en vreemde personages. Jules Van Paemel was een kunstenaar met internationale faam. Werken van hem worden bewaard in Brighton, Boedapest, Buenos Aires, Caïro, New York, Parijs en Warschau.
Vanaf 1940 heeft hij in Sauvagemont (Lasne) gewoond, in een boerderijtje dat hij zelf heeft opgeknapt.
Van Paemel is vertegenwoordigd in het Prentenkabinet van de Koninklijke Bibliotheek van België.

## Werk
- De toren van Babel -1933 (zink 595x764 mm)
- Het monster van de Schelde -1935 (koper 600x760 mm)
- Jezus verdrijft de kooplieden uit de Tempel -1947-48 (koper 554x610 mm)
- U.N.O. -1947 (koper 554x610)
- Visioenen
- Apotheose van James Ensor
- Het laatste oordeel
- De zeven hoofdzonden
- Relativiteit en bijgeloof
- Noa's ark
- Kolentijdperk

## Trivia
- Jules Van Paemel was bevriend met de kunstschilder en etser James Ensor. Op een met de hand ingekleurde ets (La Cathédrale) schreef Ensor : "Pour Jules Van Paemel graveur magnifique en souvenir de son apothéose". Gesigneerd James Ensor 1933.
- In Blankenberge is er een straat naar Jules Van Paemel vernoemd.
- Hij was de oom van de Blankenbergse kunstschilder Leo Van Paemel.

- International Standard Name Identifier: 0000 0003 8880 4750
- Library of Congress Control Number: no2014008250
- Nederlandse Thesaurus van Auteursnamen: 069640912
- RKD-Nederlands Instituut voor Kunstgeschiedenis: 101536
- Système universitaire de documentation: 253406196
- Virtual International Authority File: 282000007
- WorldCat: E39PBJyRBKFqWWtQByP8vbDrMP